# Quái vật trên gác xép
Quái vật trên gác xếp (tựa tiếng Anh: Aliens In The Attic) là bộ phim điện ảnh thiếu nhi được yêu thích nhất phát hành năm 2009, đây là bộ phim viễn tưởng kể về người ngoài hành tinh xâm chiếm Trái Đất bằng con đường tiếp xúc với con người, tuy nhiên một người ngoài hành tinh mang tên Sparks muốn làm quen và tỏ ra thân thiện với con người nên đã kể ra hết âm mưu về những người đi theo cô. Những người bạn của cô là loài người đã cùng sát cánh theo cô để ngăn chặn kế hoạch xâm lược Trái Đất, do chính đồng nghiệp của cô gây ra. Mọi chuyện dở khóc dở cười xảy ra từ đây.

## Phân vai
- Carter Jenkins vai Tom Pearson
- Austin Butler vai Jake Pearson
- Henri Young vai Art Pearson
- Regan Young vai Lee Pearson
- Ashley Boettcher vai Hannah Pearson
- Ashley Tisdale vai Bethany Pearson
- Josh Peck vai Sparks
- J. K. Simmons vai Skips
- Kari Wahlgren vai Razor
- Thomas Haden Church vai Tazer
- Robert Hoffman vai Ricky Dillman
- Kevin Nealon vai Stuart Pearson
- Gillian Vigman vai Nina Pearson
- Doris Roberts vai Nana Pearson
- Tim Meadows vai Sheriff Doug Armstrong
- Andy Richter vai Nathan Pearson
- Malese Jow vai Julie

## Giải thưởng và đề cử
- 2009 Teen Choice Awards
  - Movie Star: Female – Ashley Tisdale (đề cử)[2]
- 2010 Young Artist Awards
  - Young Ensemble Cast: Megan Parker, Henri Young, Regan Young, Austin Robert Butler, Carter Jenkins (đề cử)[3]